# سیارک ۱۴۱۸۹
سیارک ۱۴۱۸۹ (به انگلیسی: 14189 Sevre، نامگذاری:1998XB14) چهارده هزار و صد و هشتاد و نهمین سیارک کشف شده‌است که در ۱۵ دسامبر ۱۹۹۸ کشف شد.
قدر مطلق سیارک برابر ۱۴٫۱۰ است.